# Hyperion (kolejka górska)
Hyperion – stalowa kolejka górska typu hyper coaster firmy Intamin w parku rozrywki Energylandia w Polsce. Przy wysokości 77 m, pierwszym spadku 82 m (do podziemnego tunelu) pod kątem 85° i prędkości 142 km/h jest drugą najwyższą i drugą najszybszą kolejką górską Europy (po kolejce Red Force), a także dziesiątą najszybszą i ósmą kolejką górską na świecie pod względem wysokości pierwszego spadku. Najwyższa kolejka górska Europy z klasycznym wyciągiem łańcuchowym.

## Historia
Budowa kolejki została ogłoszona w październiku 2016 roku, obok innych atrakcji planowanych na sezon 2017.
Na początku października 2017 roku rozpoczęły się pierwsze prace ziemne na terenie budowy kolejki.
15 października 2017 roku park ogłosił nazwę kolejki – Hyperion – na swoim oficjalnym profilu na portalu Facebook.
13 grudnia 2017 roku na plac budowy przybyły pierwsze fragmenty toru roller coastera.
24 grudnia 2017 roku pierwsze fragmenty roller coastera zostały zainstalowane na swoich docelowych miejscach.
Na początku stycznia 2018 roku zakończony został pierwszy etap budowy, w ramach którego wykonano 80% fundamentów pod podpory, w tym pod najwyższe elementy konstrukcji kolejki, a także liczący 20 m szerokości i 8 m głębokości wykop pod tunel po pierwszym spadku.
18 stycznia ukończona została budowa fundamentów pod wszystkie podpory kolejki. Rozpoczęto też montaż pierwszych podpór poza tunelem po pierwszym spadku.
Pod koniec kwietnia 2018 roku zamontowany został najwyższy element toru roller coastera.
29 maja 2018 roku ukończono budowę toru roller coastera.
W połowie czerwca przeprowadzone zostały testy skrajni toru kolejki.
28 czerwca 2018 roku odbył się pierwszy przejazd testowy pociągu roller coastera.
10 lipca 2018 roku park podał oficjalną datę otwarcia roller coastera.
14 lipca 2018 roku kolejka została otwarta dla gości parku.

## Opis przejazdu
Po opuszczeniu stacji pociąg natychmiast rozpoczyna wjazd na główne wzniesienie o wysokości 77 m, na które wciągany jest przy pomocy tradycyjnego wyciągu łańcuchowego. Z najwyższego wzniesienia pociąg zjeżdża w dół o 82 m pod kątem 85° do podziemnego tunelu. Następnie pociąg pokonuje wzniesienie o wysokości ok. 45 m z silnymi przeciążeniami ujemnymi (tzw. ejector airtime). Po pokonaniu wzniesienia pociąg wykonuje nawrót przy pomocy figury Twist and Dive, łączącej w sobie połowę wzniesienia z ujemnymi przeciążeniami i połowę pętli nurkującej (dive loop). W dalszej kolejności pociąg pokonuje niskie wzniesienie z silnym pochyleniem w lewo (tzw. Stengel Dive), a następnie drugie niskie wzniesienie z krótkim impulsem ujemnych przeciążeń (speed bump). Następnie pociąg pokonuje drugie z najwyższych wzniesień charakteryzujące się przeciążeniami wynoszącymi ok. 0 g (nieważkość, tzw. floater airtime). Pociąg wykonuje drugi nawrót poprzez silnie pochylony łuk zwany Panoramic Wave Turn, kolejny speed bump oraz drugi Stengel Dive, tym razem pochylony w prawo. Pociąg zawraca w prawo, wykonuje położony nisko nad ziemią slalom, niskie wzniesienie w kształcie litery S i kończy przejazd pokonując ostatnią górkę z przeciążeniami ujemnymi, po czym zostaje wyhamowany, zawraca o 180° w prawo i powraca na stację.

## Tematyzacja i szczegóły techniczne
Motywem przewodnim roller coastera jest podróż statku badawczego Hyperion_1, który w drodze do księżyca Saturna (tytułowy Hyperion) trafia na czarną dziurę i tunel czasoprzestrzenny, transportujący go w okolice bliźniaczej do Ziemi planety Hyper Novi w świecie równoległym. Częścią tematyzacji kolejki jest film wprowadzający pasażerów w historię ekspedycji oraz bliźniaczej planety.
Wystrój stacji kolejki, utrzymany w stylu futurystycznym, oraz nazwa nawiązują do tematyki kosmicznej, do czego odnosi się także czarny kolor toru i podpór. Wnętrze stacji mieści długi system schodów i pochylni prowadzących na peron dla wsiadających. Ścieżka wejściowa rozdziela się na końcu na cztery osobne kolejki: dla osób chcących jechać w pierwszym rzędzie pociągu (4 osoby), dla osób pojedynczych, nie mających preferencji co do miejsca w pociągu (8 osób wpuszczanych na peron na końcu), oraz dla pozostałych, którzy zajmują miejsca na zasadzie "kto pierwszy, ten lepszy" (2 × 8 osób). Wyjście z budynku stacji prowadzi przez tematyczny sklep z pamiątkami i fotografiami z przejazdu, które wykonywane są w tunelu, u dołu głównego spadku.
W sezonie 2019 tematyzacja rozszerzona została o ośmioodcinkowy miniserial Hyperion przedstawiający szerzej losy załogi statku badawczego.

Każdy z dwóch pociągów w malowaniu czarno-biało-granatowym składa się z 7 wagonów mieszczących po 4 osoby w jednym rzędzie (na wzór kolejek Flying Aces i Skyrush tego samego producenta). Dwa środkowe fotele są nieco uniesione względem zewnętrznych. Zabezpieczenia typu lap bar dociskane są z góry do ud bez ograniczania ruchów górnej połowy ciała, co zwiększa intensywność odczuwania przeciążeń ujemnych (wrażenie "wypadania" z fotela), stanowiących główną atrakcję kolejek typu hyper coaster, przy zachowaniu pełnego bezpieczeństwa. Pociąg charakteryzuje się otwartą konstrukcją z dużą ilością wolnej przestrzeni wokół foteli i brakiem zabudowy, co zwiększa intensywność odczuwania dużej wysokości. Front pociągu stylizowany na dziób statku kosmicznego.

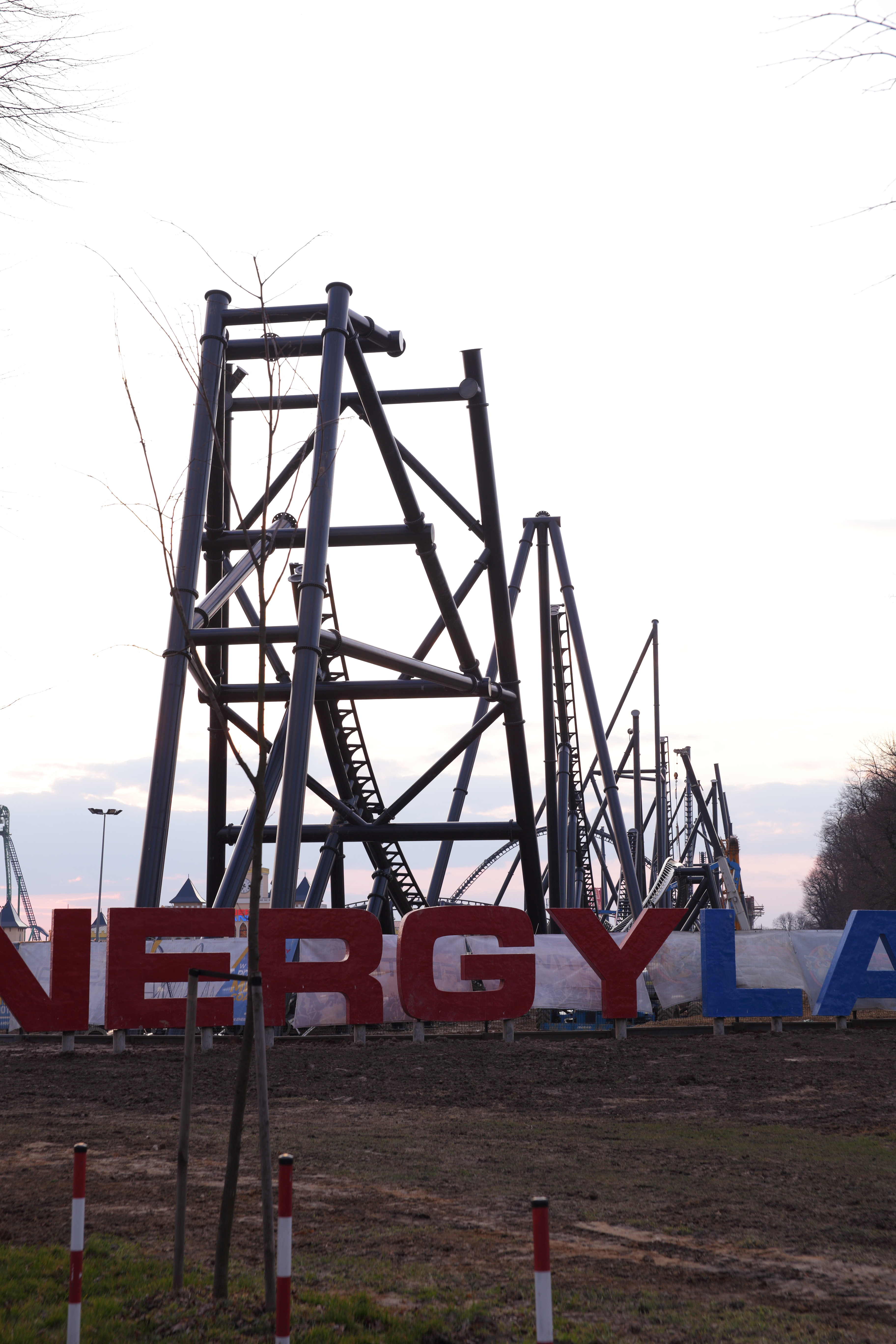
Hyperion w budowie (2 kwietnia 2018).
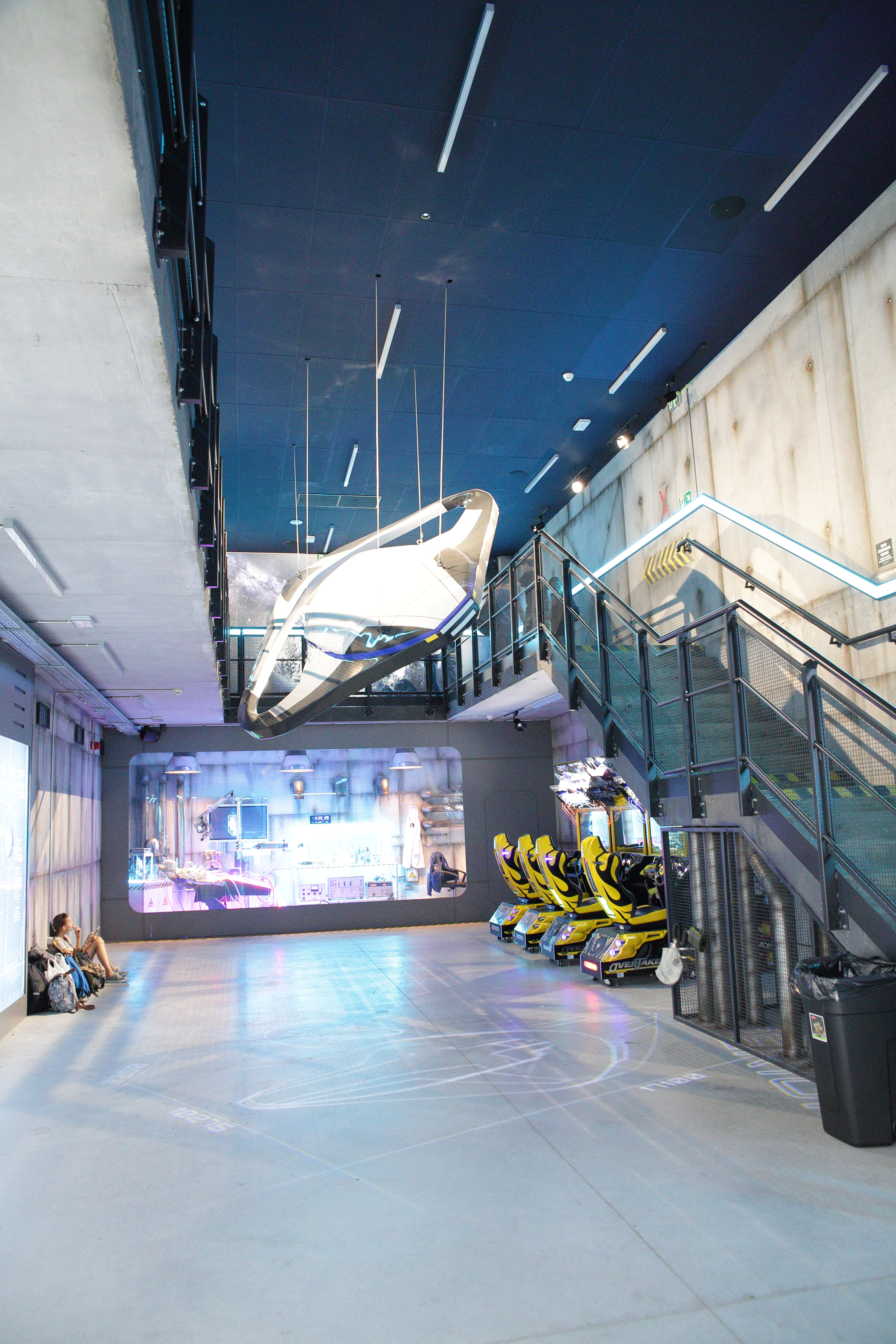
Wnętrze stacji.

## Miejsce w rankingach
Hyperion zajął 1. miejsce w rankingu European Star Award dziesięciu najlepszych nowych kolejek górskich wybudowanych w Europie w 2018 roku.
Hyperion otrzymał nagrodę dla najlepszej nowej atrakcji w Europie otwartej w roku 2018 (European Top New Attraction 2018) w ramach nagród Parksmania Awards 2018.
Hyperion otrzymał w 2019 roku nagrodę FKF-Award przyznawaną przez największy niemiecki klub miłośników parków rozrywki Freundeskreis Kirmes und Freizeitparks.
Hyperion zajął 2. miejsce w rankingu World of Parks Award najlepszych dużych kolejek górskich w Europie w 2020 roku.
Hyperion trafił w 2024 roku do rankingu 50 najlepszych stalowych kolejek górskich świata Golden Ticket Awards.
| Golden Ticket Awards – Top 50 stalowych kolejek górskich | Golden Ticket Awards – Top 50 stalowych kolejek górskich | Golden Ticket Awards – Top 50 stalowych kolejek górskich | Golden Ticket Awards – Top 50 stalowych kolejek górskich | Golden Ticket Awards – Top 50 stalowych kolejek górskich | Golden Ticket Awards – Top 50 stalowych kolejek górskich | Golden Ticket Awards – Top 50 stalowych kolejek górskich |
| -------------------------------------------------------- | -------------------------------------------------------- | -------------------------------------------------------- | -------------------------------------------------------- | -------------------------------------------------------- | -------------------------------------------------------- | -------------------------------------------------------- |
| 2018                                                     | 2019                                                     | 2020                                                     | 2021                                                     | 2022                                                     | 2023                                                     | 2024                                                     |
| –                                                        | –                                                        | ×                                                        | –                                                        | –                                                        | –                                                        | 24                                                       |

| European Star Award – Top 10 stalowych kolejek górskich w Europie | European Star Award – Top 10 stalowych kolejek górskich w Europie | European Star Award – Top 10 stalowych kolejek górskich w Europie | European Star Award – Top 10 stalowych kolejek górskich w Europie | European Star Award – Top 10 stalowych kolejek górskich w Europie | European Star Award – Top 10 stalowych kolejek górskich w Europie | European Star Award – Top 10 stalowych kolejek górskich w Europie |
| ----------------------------------------------------------------- | ----------------------------------------------------------------- | ----------------------------------------------------------------- | ----------------------------------------------------------------- | ----------------------------------------------------------------- | ----------------------------------------------------------------- | ----------------------------------------------------------------- |
| 2018                                                              | 2019                                                              | 2020                                                              | 2021                                                              | 2022                                                              | 2023                                                              | 2024                                                              |
| –                                                                 | 3                                                                 | 7                                                                 | –                                                                 | –                                                                 | 8                                                                 | –                                                                 |

## Wypadek z 16 sierpnia 2018 roku
16 sierpnia 2018 roku, około godziny 20:30, doszło do wypadku, w wyniku którego zginął 37-letni pracownik parku. Wszedł on na teren zamknięty roller coastera w celu odzyskania telefonu komórkowego jednego z gości parku, po czym uległ zderzeniu z pociągiem kolejki. W śledztwie prowadzonym przez Prokuraturę Rejonową w Oświęcimiu oraz kontrolą prowadzoną przez Państwową Inspekcję Pracy nie stwierdzono nieprawidłowości ze strony parku. Śledztwo zostało umorzone – uznano, że wypadek zdarzył się z wyłącznej winy pracownika, który znalazł się w miejscu, w którym nie powinien się znajdować zgodnie z procedurami stosowanymi w parku.